# 京報
《京報》是清朝在北京出版的半官方中文期刊，也称「邸报」。由官方特许经营的报房投递。《京報》以登載政府公告為主，常常被近代中國外文報刊翻譯轉載。由於《京報》只是從政府專設機構中謄抄官方擬向公眾傳遞的資訊，只能起到公告板的作用。清末逐渐被《政治官报》（1907）及《内阁公报》（1911）所取代。
清光绪三十三年（1907年），北京又出现了一份《京报》。二月十五日（3月28日）创刊于北京。日报。采用文言。由刚刚迁居北京的汪康年任社长兼总编，名誉社长兼采访主任为文实权。主要刊载政治新闻，敢于直言。同年8月26日因因涉及楊翠喜案，被勒令關閉。